# Kuhbach (Schwarzach)
Der Kuhbach ist ein weniger als 2 km langer Bach im Gebiet der Stadt Greding im mittelfränkischen Landkreis Roth, der bei der Petermühle linksseits in die Schwarzach mündet.

## Geographie

### Verlauf
Der Kuhbach entspringt einen Viertelskilometer westlich des Ortsrandes von Röchenhofen in schon eingetiefter Talkerbe, durchfließt südwestwärts das überwiegend waldbestandene, sich stark ausweitende Kuhbachtal und mündet kurz vor der Petermühle und etwa gegenüber von Hausen von links in die untere Schwarzach.
Der Kuhbach ist etwa 1,8 km lang, mündet etwa 101 Höhenmeter unterhalb seines Ursprungs und hat damit ein mittleres Sohlgefälle von etwa 56 ‰.

### Einzugsgebiet
Das Einzugsgebiet ist etwa  3,7 km² groß. Sein höchster Punkt liegt an der Nordspitze nahe der Straße von Österberg nach  Röckenhofen und liegt naturräumlich gesehen weit überwiegend im Unterraum Westliche Sulzplatte des Nordteils der südlichen Frankenalb, ausgenommen nur das Untertal. Es umfasst über dem Taleinschnitt überwiegend unbesiedelte und beackerte Hochfläche der Frankenalb, Röckenhofen dicht am Tal ist der einzige Ort darin, er liegt wie die gesamte Fläche im Stadtgebiet von Greding.
Die Wasserscheide grenzt überall an Einzugsgebiet der Schwarzach oder direkter Zuflüsse von ihr. Im Nordwesten liegt jenseits das Teileinzugsgebiet ihres Zuflusses Schmiedackerbach etwas weiter aufwärts, im Nordosten das des größeren Agbachs, der merklich weiter abwärts mündet. Hinter der südöstlichen fließt weniger weit talab der Hirlbach dem gemeinsamen Vorfluter zu.

## Wanderweg
Die Quelle des Kuhbach ist eine der Stationen des Quellenwanderweges.